# William Byron

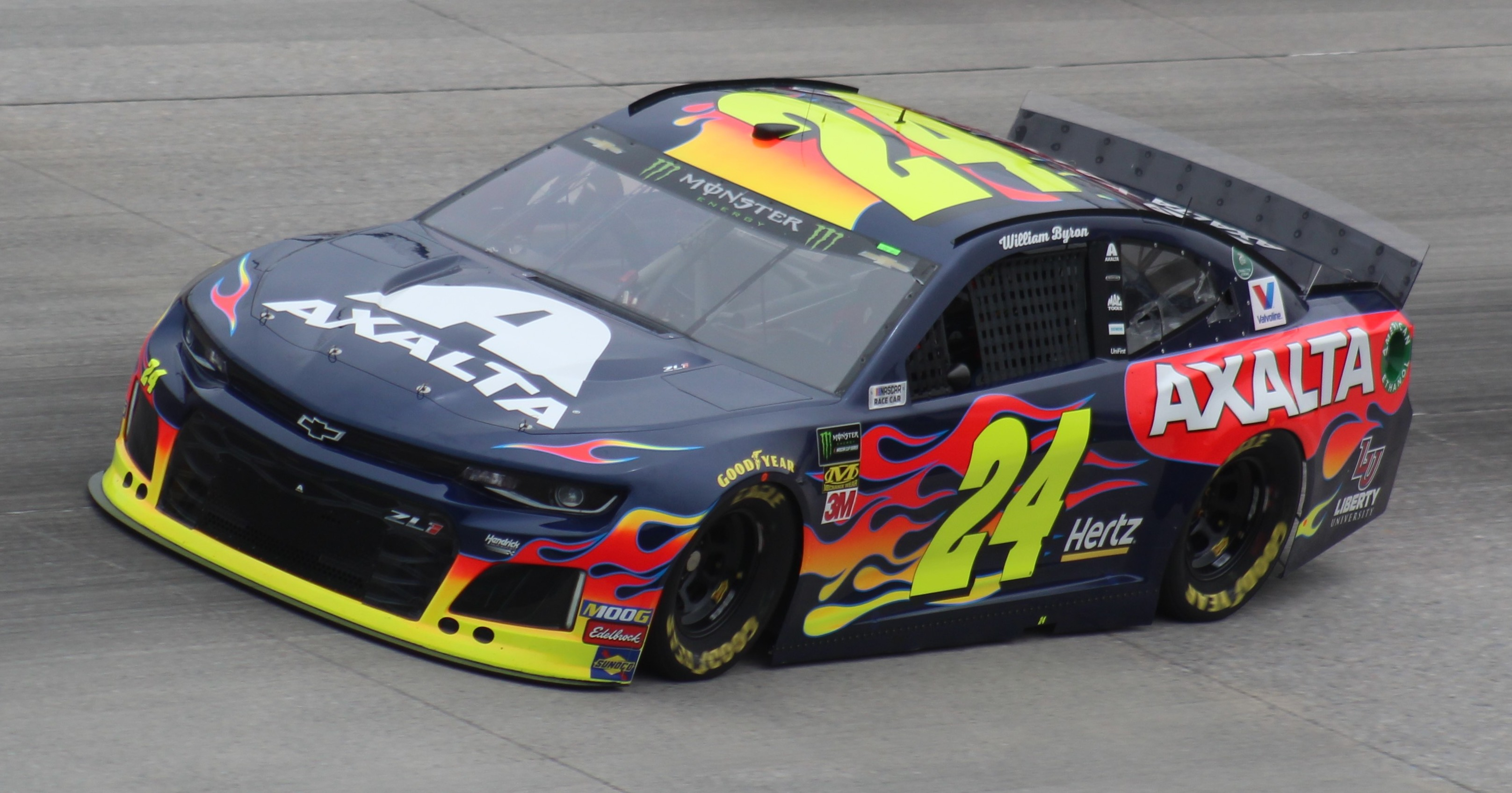
Byron in de N° 24 Chevrolet Camaro op de Dover International Speedway in 2019.

William McComas Byron jr. (Charlotte, North Carolina, 29 november 1997) is een Amerikaans autocoureur, die actief is in de NASCAR Cup Series. Hij rijdt in 2022 in de nummer 24 Chevrolet Camaro ZL1 1LE voor het team van Hendrick Motorsports. Hij won in 2016 de Rookie of the Year award toen hij reed in de NASCAR Truck Series. Het daarop volgende jaar won hij meteen het kampioenschap en de Rookie of the Year award in de NASCAR Xfinity Series. In 2018 maakte hij de overstap naar de hoogste klasse, de Nascar Cup Series. Byron is de enige professionele autocoureur die zijn carrière begon in het online racen voordat hij overstapte naar echte wagens.

## Carrière

### Beginjaren
Byron raakte geïnteresseerd in motorsport toen hij zes jaar oud was en een stockcar race op televisie zag. In 2006 ging hij met zijn ouders voor het eerst naar een Nascar race op Martinsville Speedway. Hij begon toen thuis te racen via het racespel/racesimulator iRacing. Daarin won hij in online competities meer dan 100 races en had hij 298 top vijf finishes.
Pas in 2012 reed hij voor het eerst in een echte wagen, toen zijn vader hem inschreef voor een 'Legends' race. Dit is een autocross competitie met replica's van wagens uit de jaren 30 en 40. Byron was met zijn 15 jaar een stuk ouder dan de rest van het deelnemersveld en ook een stuk ouder dan de meeste professionele autocoureurs waren toen ze voor het eerst een race reden. Ook heeft hij zo de tradionele weg van de karting volledig overgeslagen.
In 2014 tekende hij zijn eerste profcontract bij JR Motorsports. Voor dit team nam hij deel aan verschillende races in lagere categorieën. In 2015 tekende hij bij HScott Motorsports voor een zitje in de K&N Pro Series. Hier werd Liberty University zijn eerste hoofdsponsor, een naam die gedurende zijn hele carrière op zijn wagen terug te vinden is. Hij finishte 7de bij zijn debuut op de New Smyrna Speedway. De volgende race op Greenville-Pickens Speedway won hij na tweede gestart te zijn en de volledige race aan de leiding te hebben gereden. Tijdens dit seizoen maakte hij ook zijn debuut in de ARCA Racing Series en finishte hij gelijk tweede na 120 ronden aan de leiding te hebben gereden. Hij scoorde dit jaar in totaal 4 overwinningen en won het K&N kampioenschap.

### Truck Series

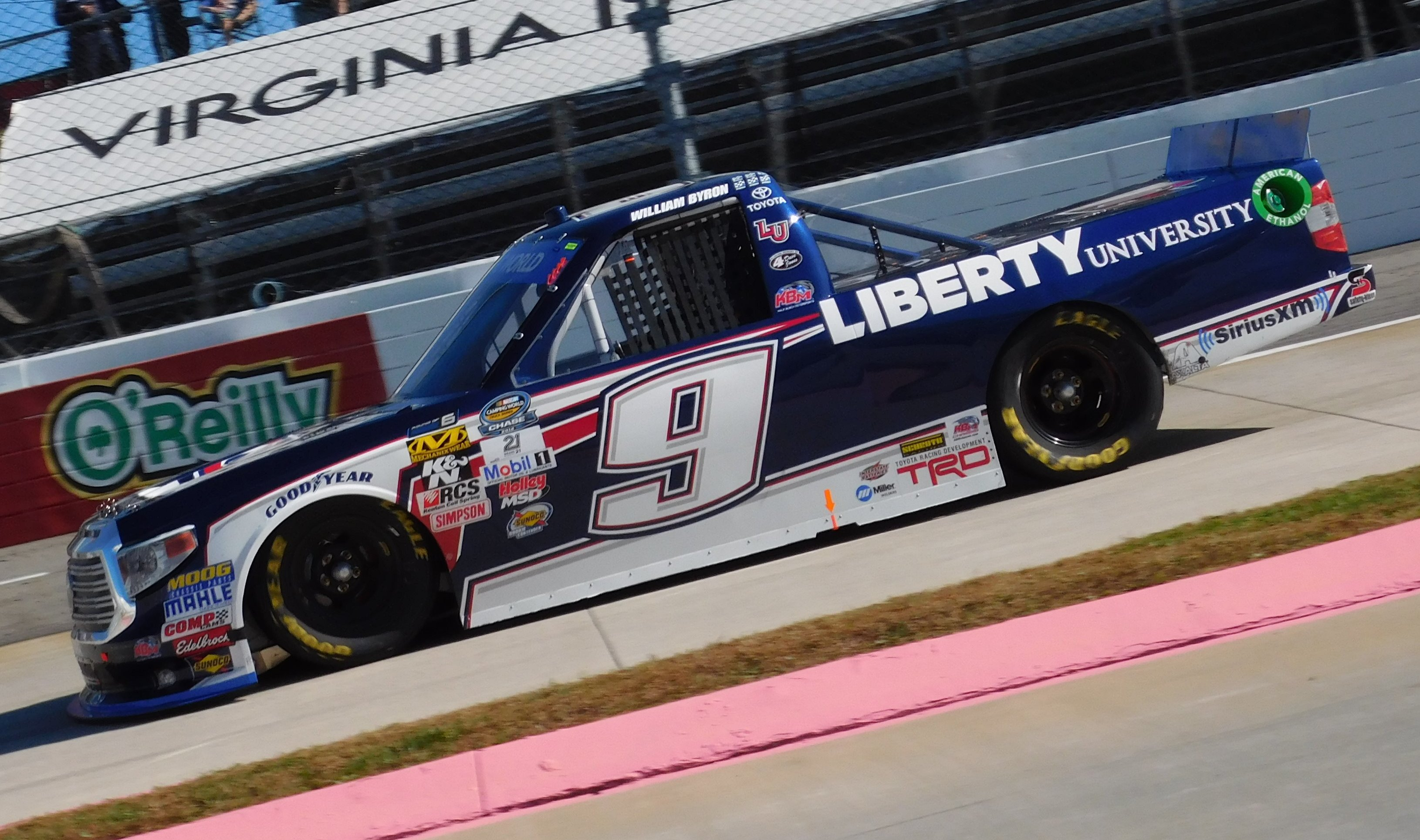
De N° 9 Toyota Tundra waarmee Byron deelnam aan de Truck Series in 2016, hier op Martinsville Speedway

Op 29 oktober 2015 maakte Kyle Busch Motorsports bekend dat Byron het volgende seizoen fulltime voor het team gaat rijden in de Truck Series met de N° 9 Toyota Tundra. Als voorbereiding voor het seizoen 2016 rijdt Byron op het einde van het seizoen 2015 al één race in de Truck series tijdens de Lucas Oil 150 op Phoenix International Raceway. Het seizoen van 2016 begint met een 13de plaats in Daytona en een classificatie als 32ste in de twee race op Atlanta Motor Speedway. De volgende race verloopt echter een stuk beter en hij finisht derde op Martinsville Speedway. Zijn eerste race wint hij in mei op Kansas Speedway, nadat hij een crash in de laatste ronde kon ontwijken. In Juni won hij zijn tweede race in de Truck Series op Texas Motor Speedway en de volgende race op Iowa Speedway. Dit volgde hij op met een vijfde overwinning op Pocono Raceway hierdoor kwam het record van meeste overwinningen voor een rookie in de Truck Series op zijn naam, een record dat hij overnam van zijn teambaas Kyle Busch (die dit in 2000 behaalde met vier overwinningen). Dit record dikte hij nog aan tot 7 overwinningen door in de play-offs nog de eerste race te winnen in New Hampshire en de laatste race op Homestead-Miami Speedway. Door een motorprobleem in Phoenix maakte hij het niet tot de 'Championship 4' en verloor dus ondanks het hele seizoen aan de leiding hebben gestaan kans op de titel en werd hierdoor als 5de in het kampioenschap geklasseerd. Wel won zijn team het constructeurskampioenschap en werd hij tot Rookie of the Year bekroond.

### Xfinity Series
Op 18 augustus 2016 werd bekendgemaakt dat Byron een meerjarig contract had getekend bij Hendrick Motorsports, dat hem voor het seizoen 2017 uitleende aan JR Motorsports om te racen in de Xfinity Series in de N° 9 Chevrolet Camaro SS. Zo maakte hij na één seizoen in de Truck Series meteen een overstap naar een hogere klasse. De eerste twee races van het seizoen finishte Byron gelijk in de top 10. Tijdens de dertiende race van het seizoen in Michigan verloor hij nipt van Denny Hamlin en kwam als tweede over de streep. Een week later won hij zijn eerste race in de Xfinity Series op Iowa Speedway, nadat Christopher Bell en Ryan Sieg vechtend voor de overwinning elkaar van de baan reden. De daaropvolgende week in Daytona won Byron wederom. Ook de race in Indianapolis en Phoenix schreef hij op zijn naam, wat hem een plaats bij de 'Championship 4' opleverde. Tijdens de laatste race van het seizoen op de Homestead-Miami Speedway slaagde Byron erin zijn teamgenoot Elliott Sadler achter zich te houden en haalde hiermee het kampioenschap binnen in zijn eerste jaar in de klasse. Ook werd hij net zoals het voorgaande jaar in de Truck Series weer tot Rookie of the Year bekroond.

### Cup Series
Op 9 augustus 2017 maakte Hendrick Motorsports bekend dat Byron Kasey Kahne zou gaan vervangen in de Chevrolet N° 5 in het seizoen 2018 en Axalta en Liberty University zouden zijn sponsoren blijven. Twintig dagen later maakte het team echter bekend dat ze Byron wagen N° 24 hadden toegewezen, het nummer waarmee ex-coureur en huidig mede-eigenaar van het team Jeff Gordon in totaal vier kampioenschappen heeft gewonnen. Chad Knaus werd zijn teamleider. Byron werd na de laatste race van het seizoen 2018 benoemd tot Rookie of the Year, hierdoor is hij na Erik Jones de tweede coureur die in drie opeenvolgende jaren deze titel krijgt in de drie verschillende Nascar klasses.
Het seizoen 2019 begon voor Byron gelijk met een pole position tijdens de Daytona 500, waarbij alle vier de wagens van Hendrick Motorsports de eerste twee startrijen innamen. Door goede en constante resultaten belandde hij in de play-offs, maar doordat er geen overwinning kwam werd hij in de 'Round of 12' uitgeschakeld na de race op Kansas Speedway.
In 2020 won Byron voor de start van het seizoen een van de Duel races in Daytona, dit zijn korte sprintraces ter voorbereiding op het seizoen die niet meetellen voor het kampioenschap. Zijn eerste echte overwinning volgde later dit seizoen, wederom op Daytona International Speedway. Dit leverde hem net zoals het voorgaande seizoen een plek in de play-offs op, maar in de derde ronde van deze play-offs in Bristol werd hij geëlimineerd door een ongeluk en een 38ste positie. Ook werd bekendgemaakt dat Byron een contractverlenging had getekend bij Hendrick Motorsports tot en met 2022.
Bij de eerste race van het seizoen 2021 op Daytona kwalificeerde Byron als tweede, na teamgenoot Alex Bowman. Het seizoen ging matig van start met een 26ste plaats in deze eerste race en een 33ste plaats in de daarop volgende race op het infield circuit van Daytona. De derde race van het seizoen op Homestead-Miami Speedway won Byron na 101 van de laatste 112 ronden aan de leiding te hebben gereden. Hier begon ook een reeks van tien opeenvolgende Top-10 finishes.

## Resultaten
| Jaar | Reeks                 | Team                   | Races | Overwinningen | Positie |
| ---- | --------------------- | ---------------------- | ----- | ------------- | ------- |
| 2015 | K&N Pro Series East   | HScott Motorsports     | 14    | 4             | Goud    |
| 2015 | K&N Pro Series West   | HScott Motorsports     | 2     | 0             | 35e     |
| 2015 | ARCA Racing Series    | Venturini Motorsports  | 2     | 0             | 76e     |
| 2015 | NASCAR Truck Series   | Kyle Busch Motorsports | 1     | 0             | 78e     |
| 2016 | ARCA Racing Series    | Venturini Motorsports  | 2     | 0             | 58e     |
| 2016 | NASCAR Truck Series   | Kyle Busch Motorsports | 23    | 7             | 5e      |
| 2017 | NASCAR Xfinity Series | JR Motorsports         | 33    | 4             | Goud    |
| 2018 | K&N Pro Series West   | Jefferson Pitts Racing | 1     | 0             | 32e     |
| 2018 | NASCAR Cup Series     | Hendrick Motorsports   | 36    | 0             | 23e     |
| 2019 | NASCAR Cup Series     | Hendrick Motorsports   | 36    | 0             | 11e     |
| 2020 | NASCAR Cup Series     | Hendrick Motorsports   | 36    | 1             | 14e     |
| 2021 | NASCAR Cup Series     | Hendrick Motorsports   | 36    | 1             | 10e     |
| 2022 | NASCAR Cup Series     | Hendrick Motorsports   | *     | 2             | *       |

- * Seizoen loopt nog

## Privé
Byron is de jongste uit een gezin met twee kinderen. Hij studeerde aan de Charlotte Country Day School, een private school en studeerde in 2016 af aan Liberty University, die ook gedurende zijn hele professionele carrière zijn sponsor zijn geweest. Hier haalde hij een graduaat Handel & Communicatie. Byron heeft de rank Eagle Scout bij de Amerikaanse scouting. Hij is openlijk christelijk. Byron heeft relatie met Erin Blaney, de zus van collega coureur Ryan Blaney.